# Muggiaea kochi
Muggiaea kochi är en nässeldjursart som först beskrevs av Will 1844.  Muggiaea kochi ingår i släktet Muggiaea och familjen Diphyidae. Inga underarter finns listade i Catalogue of Life.